# Nenga (animal)
Pour les articles homonymes, voir Nenga.
Genre
Nenga est un genre fossile de baleines à bec (Ziphiidae ou ziphiidés en français) de la sous-famille des Hyperoodontinae.

## Systématique
Le genre Nenga a été créé en 2007 par Giovanni Bianucci (d), Olivier Lambert (d) et Klaas Post (d).

## Liste d'espèces
Nenga meganasalis, dont les restes ont été ramenés lors de chalutage au large de l'Afrique du Sud ainsi que dans les Terres australes et antarctiques françaises, au niveau du banc Skiff, à 365 km au sud-ouest des îles Kerguelen, date du Miocène.

## Étymologie
Le nom générique reprend le terme Nenga qui signifie « baleine ; plus gros animal vivant en mer » en langue xhosa.

## Publication originale
- (en) Giovanni Bianucci, Olivier Lambert et Klaas Post, « A high diversity in fossil beaked whales (Mammalia, Odontoceti, Ziphiidae) recovered by trawling from the sea floor off South Africa », Geodiversitas, Paris, Muséum national d'histoire naturelle, vol. 29, no 4,‎ décembre 2007, p. 561-618 (ISSN 1280-9659 et 1638-9395, OCLC 260004075, BNF 34547454, lire en ligne).